# Патрісія Еспіноса Канетельяно
Патрісія Еспіноса Кантельяно (ісп. Patricia Espinosa Cantellano; нар. 21 жовтня 1958) — мексиканський політик і дипломат. Була посолом Мексики в Австрії, Німеччині, Словенії та Словаччині та була Міністром закордонних справ у кабінеті президента Феліпе Кальдерона.
Закінчила ступінь бакалавра з міжнародних відносин в Ель-Колежо-де-Мехіко та отримала диплом з міжнародного права в Інституті досліджень міжнародного розвитку та освіти в Швейцарії. Одружена, має двох дітей.